# Eublemma blandula
Eublemma blandula is een vlinder uit de familie van de spinneruilen (Erebidae). De wetenschappelijke naam van deze soort werd voor het eerst voorgesteld als Cucullia blandula door Jules Pierre Rambur in een publicatie uit 1858.

## Verspreiding
De soort komt voor in de steppeachtige gebieden van Zuid-Frankrijk, Portugal, Spanje (vasteland en Balearen), Marokko, Algerije, Tunesië en Iran.

## Vliegtijd
De vlinder vliegt van mei tot in september in twee generaties.